# Madison Square Park Tower
Il Madison Square Park Tower, precedentemente chiamato 45 East 22nd Street, è un grattacielo ad uso misto costruito tra il 2015 e il 2017 tra Broadway e Park Avenue South nel Flatiron District. L'edificio raggiunge un'altezza di 237 m con 60 piani.

## Costruzione
La demolizione degli edifici che occupavano il lotto è iniziata nell'aprile 2014 ed è stata completata nel luglio 2014. La costruzione è terminata nel 2017.

## Architettura
La Madison Square Park Tower è stata progettata da Kohn Pedersen Fox e Goldstein, Hill & West Architects. Il Martin Brudnizki Design Studio è responsabile della progettazione degli interni. L'edificio ospita 83 appartamenti.
La base è realizzata in granito per richiamare gli altri edifici del Flatiron District. Sopra la base si erge una torre a sbalzo che si allarga progressivamente man mano che la torre aumenta di altezza. DeSimone Consulting Engineers è lo studio di ingegneria strutturale che si occupa del progetto. Il sistema strutturale dell'edificio è costituito da solette e colonne in calcestruzzo gettato in opera con nuclei di taglio resistenti ai carichi laterali. Sul tetto è presente un ammortizzatore a massa calibrata da 540.000 kg che utilizza liquido viscoso e piastre di acciaio per smorzare il movimento dell'edificio in condizioni di vento, garantendo il comfort degli occupanti.